# 四條畷学園大学
四條畷学園大学（しじょうなわてがくえんだいがく、英語: Shijonawate Gakuen University）は、大阪府大東市北条5丁目11番10号に本部を置く日本の私立大学。1926年創立、2004年大学設置。大学の略称はなわて。

## 沿革
設立者である学校法人四條畷学園は、1926年創立の四条畷高等女学校（現在の四條畷学園中学校・高等学校）を母体とする。1964年には四條畷学園短期大学を設置した。
- 2005年4月 -  四條畷学園大学 リハビリテーション学部を開学。
- 2015年4月 - 看護学部を開設。

## 学部・学科
- リハビリテーション学部
  - リハビリテーション学科
    - 理学療法学専攻
    - 作業療法学専攻
- 看護学部
  - 看護学科

## キャンパスライフ
- キャンパスへのアクセス

片町線（学研都市線） 四条畷駅から徒歩約10分
- 施設設備（リハビリテーション学舎）

評価実習室、義肢装具学実習室、運動療法学実習室、　日常生活活動実習室　他
- 大学祭　樟葉祭（11月）
- クラブ活動

バドミントン　バスケットボール　フットサル　野球　吹奏楽